# Carpinus dayongiana
Carpinus dayongiana ist ein kleiner Baum aus der Unterfamilie der Haselnussgewächse (Coryloideae) mit dunkel purpurnen Zweigen und bei jungen Blättern zottig behaarter Blattoberseite. Das natürliche Verbreitungsgebiet der Art liegt in China.

## Beschreibung
Carpinus dayongiana ist ein bis zu 4 Meter hoher Baum mit grauer Rinde. Die Zweige sind dunkel purpurn und kahl. Die Laubblätter haben einen 5 bis 7 Millimeter langen, flaumig behaarten Stiel. Die Blattspreite ist 2,5 bis 4,5 Zentimeter lang und 1 bis 1,5 Zentimeter breit, lanzettlich bis eiförmig-lanzettlich, lang zugespitzt, mit breit keilförmiger bis mehr oder weniger abgerundeter Basis und einem einfach borstig gesägten Blattrand. Es werden 18 bis 20 Nervenpaare gebildet. Die Blattoberseite junger Blätter ist zottig behaart, die Unterseite ist entlang der Blattadern zottig behaart und sonst kahl.
Die weiblichen Blütenstände sind 1,4 bis 2,5 Zentimeter lang bei Durchmessern von 1 bis 1,2 Zentimetern. Die Blütenstandsachse ist 1,4 bis 2,1 Zentimeter lang, dünn und flaumig behaart. Die Tragblätter sind 5 bis 8 Millimeter lang, etwa 3 bis 4 Millimeter breit, halb-eiförmig, spitz und oberseits entlang den Blattadern flaumig behaart. Der äußere Blattrand ist entfernt gezähnt, der innere Teil ist ganzrandig mit einem eingerollten Blattöhrchen an der Basis. Es werden vier oder fünf Blattadern erster Ordnung gebildet, die netzartigen Adern sind hervorstehend. Als Früchte werden 2 bis 3 Millimeter lange und 1,5 bis 2,5 Millimeter breite, breit eiförmige, deutlich gerippte und bis auf die zottig behaarte Spitze kahle Nüsschen gebildet. Carpinus dayongiana blüht von April bis Mai, die Früchte reifen von Juni bis August.

## Vorkommen und Standortansprüche
Das natürliche Verbreitungsgebiet liegt in China im früheren Kreis Dayong (heute Stadt Zhangjiajie) in der Provinz Hunan in subtropischen Wäldern in Höhen von etwa 1100 Metern.

## Systematik
Carpinus dayongiana ist eine Art aus der Gattung der Hainbuchen (Carpinus). Diese wird in der Familie der Birkengewächse (Betulaceae) der Unterfamilie der Haselnussgewächse (Coryloideae) zugeordnet. Die Art wurde 1986 von Ke Wang Liu und Qin Zhong Lin erstmals wissenschaftlich beschrieben. Der Gattungsname Carpinus stammt aus dem Lateinischen und wurde schon von den Römern für die Hainbuche verwendet.

## Nachweise